# Роковой инстинкт
«Роковой инстинкт» (англ. Fatal Instinct) — детективный триллер режиссёра Джона Дирлама. Также встречается под названием «Цена убийства». Мировая премьера состоялась 9 сентября 1992 года.
Слоган — «Following your instincts can be murder.»

## Сюжет
Полицейский Клифф Берден расследует жестокое убийство, в котором таинственным образом замешана очень сексуальная женщина. Вскоре он становится жертвой одержимости этой женщины.

## В ролях
| Актёр              | Роль             |
| ------------------ | ---------------- |
| Майкл Мэдсен       | Клифф Берден     |
| Лора Джонсон       | Кэтрин Мэрримс   |
| Энтони Хэмилтон    | Билл Хук         |
| Томми Редмонд Хикс | капитан Мэрритью |